# Estación de Juncaril
Juncaril es una estación en superficie de la línea 1 del Metro de Granada. Se encuentra situada en el término municipal de Albolote, en el área metropolitana de la ciudad española de Granada.

## Situación
La estación de Juncaril se encuentra en la calle Motril, al sur del municipio de Albolote. Junto a Albolote es una de las dos estaciones de la red de Metro de Granada situadas en dicho municipio.
Se encuentra junto al polígono industrial de Juncaril, al que debe su nombre, y este a su vez al río Juncaril. Se trata de una de las mayores zonas industriales del área metropolitana de Granada, y acoge empresas de diversos sectores como la alimentación, la construcción o el tratamiento de materiales. Su objetivo principal es servir de punto de conexión a los trabajadores entre este polígono y las ciudades de Granada y Albolote.
Se trata de la última parada de la línea 1 en el municipio de Albolote en sentido Armilla, con una situación muy próxima al límite con Maracena.

## Características y servicios
La configuración de la estación es de dos andenes laterales de 65 metros de longitud con sendas vías, una por cada sentido. La arquitectura de la estación se dispone en forma de doble marquesina a ambos lados, con un techo y elementos arquitectónicos y decorativos en acero y cristal. La estación es accesible a personas con movilidad reducida, tiene elementos arquitectónicos de accesibilidad a personas invidentes y máquinas automáticas para la compra de títulos de transporte. También dispone de paneles electrónicos de información al viajero y megafonía.
La construcción de la estación también sirvió para desarrollar un aparcamiento disuasorio en superficie, situado en las inmediaciones de la estación y con capacidad para 394 plazas.

## Intermodalidad

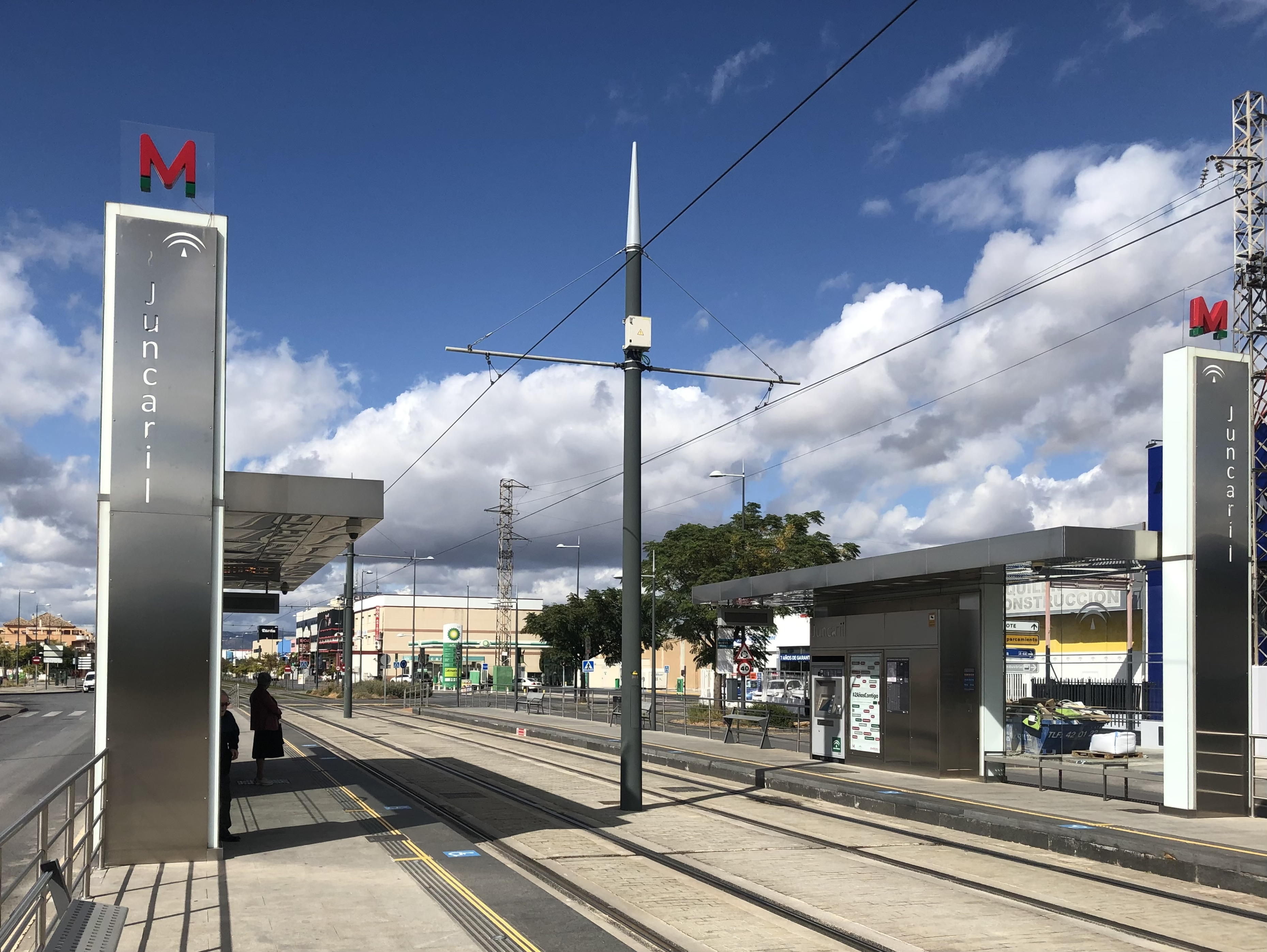
Andenes de la estación junto al polígono industrial de Juncaril.

Juncaril se trata de una estación intermodal con la línea 122 de autobuses interurbanos del Consorcio de Transportes de Granada, ya que junto a ella se encuentra una parada. Estas líneas conectan a su vez con los municipios de Granada, Albolote y Atarfe.
Además, junto a la estación se encuentra un aparcamiento disuasorio gratuito y no vigilado, propiedad del metropolitano, que tiene como objetivo favorecer la intermodalidad y reducir el tráfico rodado en el área metropolitana.